# Zhangguozhuang
Zhangguozhuang (in cinese: 张郭庄站S, Zhāngguōzhuāng zhànP) è una stazione, nonché capolinea occidentale, della linea 14 della metropolitana di Pechino.
Entro la fine di giugno 2027 è prevista l'inaugurazione della stazione di interscambio con la nuova diramazione della linea 1.

## Storia
Nel 2007, con la pubblicazione del Piano di costruzione a breve termine del sistema di trasporto rapido urbano di Pechino (2007-2015), che prevedeva la realizzazione di una rete metropolitana di 561 chilometri, la linea 14 fu inserita nello schema definito “tre circolari, quattro orizzontali, cinque verticali e sette radiali”.
Nell'aprile 2010 si è tenuta la cerimonia di inizio lavori del tratto occidentale della linea 14, nel distretto di Fengtai, dove sorge anche la stazione di Zhangguozhuang.
Nell’ottobre 2012 sono stati completati i lavori strutturali principali della stazione di Zhangguozhuang, che è così entrata nella fase di installazione degli impianti e finiture interne.
Il 7 gennaio 2013, con l’approvazione della Commissione per la pianificazione urbana di Pechino, il nome della stazione è stato ufficialmente confermato in Zhangguozhuang. Il 5 maggio dello stesso anno, la stazione è entrata in funzione con l’apertura della tratta occidentale della linea 14 della metropolitana di Pechino.

### Sviluppi futuri
L’8 luglio 2022 è stata pubblicata la seconda comunicazione della valutazione d’impatto ambientale relativa al Piano di costruzione della terza fase della rete di trasporto ferroviario urbano di Pechino (2022-2027), all’interno della quale è stata inserita la diramazione della linea 1 verso Qinglonghudong. Partendo dalla stazione di Bajiao Amusement Park, la diramazione si prolungherà verso sud-ovest fino a Qinglonghudong per un totale di 21 km e 9 nuove stazioni.
Il 18 gennaio 2024 sono stati avviati i lavori di costruzione della diramazione occidentale della linea 1 e della stazione di Zhangguozhuang.
L'inaugurazione è prevista entro la fine di giugno 2027.

## Posizione
La stazione Zhangguozhuang si trova all’estremità occidentale del distretto di Fengtai, nella periferia sud-ovest di Pechino, ed è stata costruita lungo Yuanboyuan South Road, di poco oltre il Quinto Anello autostradale. Situata in una zona in rapido sviluppo urbano e ben collegata alle arterie stradali principali, nei dintorni della stazione si trovano aree residenziali in espansione, parchi e strutture pubbliche. Dista circa 25 chilometri da piazza Tian’anmen.

## Struttura e impianti
| Unknown route-map component "uENDEa" | Unknown route-map component "uENDEa" |

| Urban straight track | Urban straight track |

| Unknown route-map component "uABZg2" | Unknown route-map component "uABZg3" |

| Unknown route-map component "uABZg+1" | Unknown route-map component "uABZg+4" |

| Unknown route-map component "uPSTR(R)" | Unknown route-map component "uPSTR(L)" |

| Unknown route-map component "uPSTR(R)" | Unknown route-map component "uPSTR(L)" |

| Unknown route-map component "uABZg2" | Unknown route-map component "uSTR+c3" |

| Unknown route-map component "uSTR+c1" | Unknown route-map component "uABZg+4" |

| Urban straight track one-way forward | Unknown route-map component "uSTRg" |

Zhangguozhuang è una stazione sopraelevata su tre livelli. Il primo e il secondo piano ospitano l’atrio: il lato sinistro è dedicato all’area a pagamento, mentre il lato destro a quella libera, con un’uscita a nord e una a sud, ciascuna collegata a passaggi pedonali o all’atrio stesso. Il terzo piano ospita il binario: vi è una banchina laterale, con il lato nord destinato ai passeggeri in arrivo e il lato sud ai passeggeri in partenza verso la direzione di Shangezhuang.
La stazione ha una lunghezza di 143 metri e una larghezza di 18,9 metri. La struttura è a telaio con tre colonne trasversali e due campate, e ha una capacità stimata di 6.000 passeggeri all’ora nei momenti di punta. Zhangguozhuang è dotata di due accessi, indicati con le lettere A e B, entrambi accessibili ai portatori di disabilità motoria.
La stazione è progettata per sfruttare al massimo fonti di energia sostenibili, come la luce del sole, l’energia eolica, il recupero dell’acqua piovana e altre tecnologie per il risparmio energetico, rispondendo così agli standard di edilizia sostenibile. I lampioni della piazza della stazione sono alimentati sia da pannelli solari sia da turbine eoliche. Il tetto “a tegole” facilita la raccolta dell’acqua piovana, che viene stoccata in appositi serbatoi e riutilizzata per l’irrigazione del verde intorno alla stazione. Sono inoltre presenti impianti per il trattamento delle acque reflue, in modo da utilizzare acqua riciclata per lo scarico dei servizi igienici.

## Servizi
La stazione dispone di:
- Accessibilità per portatori di handicap
- Ascensori
- Scale mobili
- Emettitrice automatica biglietti
- Servizi igienici
- Sportello automatico
- Stazione video sorvegliata
- Ufficio polizia

### Orari
In direzione del capolinea nord-orientale di Shangezhuang, sono attivi tutti i giorni treni dalla stazione di Zhangguozhuang dalle 4:55 alle 22:42.

## Interscambi
- Fermata autobus